# Hans-Joachim Schoeps
Hans-Joachim Schoeps (30. ledna 1909, Berlín – 8. července 1980, Erlangen) byl německý historik židovského původu. Působil jako vysokoškolský pedagog; zaměřoval se na dějiny náboženství a náboženského myšlení a na historii Pruska. Zabýval se též osobou Franze Kafky.
V letech 1938–1946 pobýval ve Švédsku. Jeho otec zahynul v Terezíně, matka v Osvětimi. Po druhé světové válce působil na univerzitě v Erlangenu.
Jeho synem je historik a politolog Julius Hans Schoeps.
V češtině vyšly roku 2004 jeho Dějiny Pruska.